# 하나와 앨리스
《하나와 앨리스》(일본어: 花とアリス)는 이와이 슌지가 감독한 일본 영화이다. 숏 필름과 장편, 2가지 버전이 존재한다.

## 숏 필름 (2003년)
2003년, 킷캣의 일본 발매 30주년을 기념해 네슬레 일본에서 운영하는 웹 사이트 ‘브레이크 타운’을 통해 공개된 단편 영화이다. 제1장 〈하나의 사랑〉, 제2장 〈하나의 폭풍 (I) 비밀〉, 〈하나의 폭풍 (II) 난무〉, 제3장 〈하나와 앨리스〉 등 3장(章) 4부(部)로 구성되어있다. 현재 웹 사이트 공개는 종료되었으며, 지금은 DVD를 통해서 볼 수 있다.

### 줄거리
하나의 사랑 花の恋
앨리스가 좋아하게 된 남학생을 보러 간 하나는 남학생과 함께 있던 친구에게 첫눈에 반한다. 첫눈에 반한 남학생을 스토킹하던 하나는 그가 데즈카 고등학교 학생인 것을 알게 된다.
하나의 폭풍 (I) 비밀 花の嵐 I 秘密
4월, 데즈카 고등학교에 입학한 하나와 앨리스. 하나는 첫눈에 반한 남학생, 미야모토가 소속 된 만담연구회에 가입한다. 미야모토와 데이트하는 모습을 앨리스에게 들키는 하나지만, 앨리스는 미야모토를 기억하지 못한다. 안심한 것도 잠시, 컴퓨터가 말썽이라는 하나의 말에 도와주겠다며 집으로 찾아 온 미야모토는 하나의 컴퓨터에서 몰래 찍힌 자신의 사진을 보게 된다. 추궁하려는 미야모토에게 앨리스가 찍어서 자신을 협박한 거라며 거짓말을 하는 하나.
하나의 폭풍 (II) 난무 花の嵐 II 乱舞
자신도 모르게 앨리스가 좋아진 미야모토. 앨리스는 하나의 작전에 적극 동참하지만, 세 사람 사이에는 묘한 분위기가 생긴다. 한편, 하나와 함께 축제에 간 미야모토는 앨리스의 환영을 보고 기절한다. 미야모토를 집으로 옮기고 약을 사러 나온 하나는 억수같이 쏟아지는 빗속에서 발레를 추는 사람을 보게 된다.
하나와 앨리스 花とアリス
결국 세 사람의 관계는 악화되기 시작한다. 함께 놀러 간 바다에서 미야모토 때문에 싸우는 하나와 앨리스. 학교 축제 날, 미야모토가 앨리스를 좋아하는 것을 알게 된 하나는, 미야모토에게 만담 무대에서 입을 유카타 리본을 묶어 달라고 하고, 미야모토가 리본을 묶는 동안 자신의 사랑을 끝내겠다고 고백한다. 그리고 만담 무대에 올라간 하나. 관객이 모두 사라진 객석에는 단 한 사람, 앨리스가 있다.

### 등장 인물
아라이 하나 (하나)
항상 소꿉친구인 앨리스가 하자는 대로 한다. 첫눈에 반한 미야모토 선배에게 맹렬히 대시하지만, 미야모토의 반응은 뜨뜻미지근하다. 미야모토와 앨리스가 서로 좋아하는 것을 신경쓴다.
아리스가와 데쓰코 (앨리스)
천진난만한 성격이다. 하나의 연애 작전에 협력하지만 미야모토가 자신을 좋아하는 것을 알고 망설인다.
미야모토 마사시
만담 암기에 목숨을 거는 남자. 하나에게 맹렬한 대시를 받지만, 앨리스를 좋아한다.

### 제작진
- 감독 : 이와이 슌지
- 촬영 감독 : 시노다 노보루

### 캐스팅
- 아라이 하나 : 스즈키 안
- 아리스가와 데쓰코 : 아오이 유우
- 미야모토 마사시 : 카쿠 토모히로

## 장편 (2004년)
2003년에 공개되었던 숏 필름을 기초로 하여 장편으로 제작되었다. 중학교 때부터의 친구인 아라이 하나와 앨리스(아리스가와 테츠코), 하나가 사랑하는 고등학교 만담부 선배 미야모토 마사시 간의 삼각관계를 그려내었다. 주연 스즈키 안과 아오이 유우의 연기, 소녀 만화적인 스토리가 높게 평가되었다. 감독이 음악까지 맡은 사운드 트랙도 호평을 받았다. 일본에서는 2004년 3월 13일 개봉, 2004년 10월 8일 비디오와 DVD가 출시되었고, 한국에서는 2004년 11월 17일에 개봉하여 2005년 2월 1일 비디오와 DVD가 출시되었다. 한국에서 발매된 DVD는 초회 5천 장 한정판으로 화보가 포함되어 발매된 이후, 2007년 2월경 화보가 빠진 채로 재발매되었다.

### 제작진
- 감독 : 이와이 슌지
- 각본 : 이와이 슌지
- 촬영 감독 : 시노다 노보루
- 촬영 : 쓰노다 신이치
- 음악 : 이와이 슌지
- 배급 : 도호

### 캐스팅
- 아라이 하나 : 스즈키 안
- 아리스가와 데쓰코 : 아오이 유우
- 미야모토 마사시 : 카쿠 토모히로
- 앨리스의 아버지 : 히라이즈미 세이
- 츠츠미 유키 : 기무라 다에
- 아리스가와 카요 : 아이다 쇼코
- 카요의 남자 친구 : 아베 히로시
- 편집자 현장 담당 : 히로스에 료코
- 료 다구치 : 오사와 다카오
- 킷캣 오디션 참가자 : 이토 아유미
- 구스노기 렌코 (스카우트) : 후세 에리
- 만담연구회 선배 : 사카모토 마코토
- 서클 견학 접수 : 이케나가 아미
- 학교 축제 사회 : 오사카 마나미
- 사토 다쿠야 (학교 축제 사회) : 이시카와 신이치로
- 앨리스 친구 : 시노하라 사야
- 하나의 어머니 : 기무라 미도리코
- 오디션 연기 심사 : 나카노 히로유키
- 오디션 연기 지도 : 오모리 나오
- 연기 오디션 참가자 : 아부카와 미호코
- 사루와 루 면접관 : 모리시타 요시유키
- 루 오시바 : 루 오시바
- 사루와 루 면접 참가자 : 아자 콩
- CM 촬영 제작진 : 가지하라 젠
- CM 촬영 제작진 : 가사하라 히데유키
- 가노 미카 : 가노 미카
- 우는 연기 지도자 : 요시오카 히데타카
- 의사 : 테리 이토
- 마치다 아즈사 (모델 오디션 참가자) : 마쓰다 가즈사
- 하루미 (모델 오디션 참가자) : 마쓰오 레이코
- 쌍둥이 모델 : 고다마 마나
- 야가미 후코 (사진을 좋아하는 앨리스 친구) : 구로사와 아이